# Javra opaca
Javra opaca là một loài tò vò trong họ Ichneumonidae.